# Сеидзаде, Мир Хасан
Мир Хасан Сеидзаде (азерб. Mir Həsən Seyidzadə; род. 1877, Ленкорань, Ленкоранский уезд, Бакинская губерния, Российская империя) — азербайджанский поэт XIX века, участник общества «Фёвджул-фюсаха».

## Биография
Мир Гасан родился в Ленкорани в 1877 году в семье учителя. Первое образование он получил от отца и с 12 лет учился у Мешади Насира Кязымзаде в Ленкоране. Мир Хасан, потерявший отца в 1891 году, работал писцом у Мамедтагы Аллахверди оглы, одного из крупных купцов Ленкорани, и занимался его бухгалтерской работой.

## Творчество
Первые годы литературной деятельности Мир Хасана, который писал под псевдонимом «Сяййад» совпали с последним периодом литературного общества «Фёвджул фюсаха». С 1895 года он несколько лет участвовал в собраниях и литературных вечерах кружка, беседовал с Гасиром, Хаяли, Аджизом, Сяхбаном и другими поэтами. Мир Хасан, видевший большинство поэтов «Фёвджул фюсаха», писал свои стихи в основном под влиянием Гасира. Сяййад, как и Хаяли, занимал прогрессивную позицию в вопросах женщин и боролся за женскую свободу.